# Walter Bricht
Walter Bricht (né le 9 septembre 1904 à Vienne – mort le 20 mars 1970) est un pianiste et compositeur américain d’origine autrichienne. Il a été l’élève de Franz Schmidt.

## Compositions
La musique de Bricht est caractérisée par le style post-romantique allemand, et comprend de nombreuses œuvres chorales, Lieder, sonates, musique de chambre et musique symphonique.

### Œuvres avec numéro d'opus
- Op. 1: Suite in G Dur für Klavier (Date inconnue)
- Op. 2: Variationen in D Dur über ein eigenes Thema für zwei Klaviere (20 juillet 1925)
- Op. 3: Klaviersonate I in G Moll (hiver 1925-1926)
- Op. 4: Klavierkonzert I in F Dur (Date inconnue)
- Op. 5: Sieben Lieder für Gesang und Klavier (1926-1928)
- Op. 6: Zwei Lieder für Gesang und Klavier (novembre?-14 décembre 1922)
- Op. 7: Klaviersonate II in E Moll (1926)
- Op. 8a: Kleine Variationen in A Moll für Klavier (Date inconnue)
- Op. 8b: Kleine Variationen in C Moll für Klavier (Date inconnue)
- Op. 9: Zehn nächtliche Lieder für Gesang und Klavier (1926-1932)
- Op. 10: Klaviersonate III in A Moll ("Grosse") (12 juillet 1927)
- Op. 11: Fünfzehn kleine Lieder für Gesang und Klavier (1926-1933)
- Op. 12: Klaviersonate IV in Fis Moll (1928)
- Op. 13: Kleine Klavierstücke (1926-1927)
- Op. 14: Streichquartett I in H Moll (18 mars 1928)
- Op. 15: Zwei Mazurken für Klavier (10 mai 1928)
- Op. 16: Klaviersonate V in D Moll (29 août 1929)
- Op. 17: Klavierkonzert II in A Moll (16 février 1929)
- Op. 18a: Verwehte Blätter, für Klavier (1926-1927)
- Op. 18b: Verwehte Blätter: Acht kleine Stücke für Orchester (im zusammenhange aufzuführen) (30 octobre 1932)
- Op. 19: Zwei Elementarphantasten für fünfstimmigen/sechsstimmigen Männerchor und grosses Orchester (29 juillet-5 août 1930)
- Op. 20: Klaviersonate VI in A Moll ("Kleine") (19 juin 1930)
- Op. 21: Drei Lieder für Gesang und Klavier (Date inconnue)
- Op. 22: Variationen in Fis Moll über ein Thema von Franz Schmidt für Orgel (23 juin 1931)
- Op. 23: Kleine Tanzstücke für Klavier (1926-1927)
- Op. 24: Vier Lieder für Gesang und Klavier (29 août 1930)
- Op. 25: Symphonische Suite in A Moll für grosses Orchester (22 octobre 1931)
- Op. 26: Zwei Lieder für Gesang und Klavier (20–21 mars 1932)
- Op. 27: Variationen und Fuge in Cis Moll über ein eigenes Thema für Orgel (30 mars 1932)
- Op. 28: Fünf Lieder für Gesang und Klavier (8–14 mai 1932)
- Op. 29: Suite in G Moll für Gesang und Klavier (5 septembre 1932)
- Op. 30: Vier Klavierstücke für die linke Hand allein (17 juin 1933)
- Op. 31: Drei Lieder für Gesang und Klavier (23 novembre 1932)
- Op. 32: Streichquintett in D Moll (September 20, 1933)
- Op. 33: Symphonie in A Moll für grosses Orchester (16 juillet 1934)
- Op. 34: Sonate in A Moll für Violoncello und Klavier (1936)
- Op. 35: Fünf Lieder für Gesang und Klavier (8 août 1935)
- Op. 36: Streichquartett II in A Moll (8 août 1935)
- Op. 37: Das grosse Halleluja für Männerchor, Orgel, 4 Hörner, 3 Trompeten, 3 Posaunen, Basstuba, Pauken, und Becken (11 août 1937)
- Op. 38: Possibly the missing Sonate für Violine und Klavier (1938?)
- Op. 39: Klaviersonate VII in E dur (4 août 1940)
- Op. 40: Variations in F Major on an Old German Children's Song for Pianoforte (left hand alone), Flute (or Violin), and Violoncello (18 août 1942)

### Œuvres sans numéro d'opus
- WoO 1: Zwei Lieder für Gesang und Klavier (16–19 décembre 1919-?)
- WoO 2: Zwei Lieder für Gesang und Klavier (Mars ?-6 décembre 1921)
- WoO 3: Elf Lieder für Gesang und Klavier (2 janvier-6 septembre 1922)
- WoO 4: Drei Lieder für Gesang und Klavier (Date inconnue)
- WoO 5: Zwei Lieder für Gesang und Klavier (Mi-février, 1923-hiver 1923-24)
- WoO 6: Praeludium, Intermezzo, und Finale in Cis Dur für Orgel (31 août 1925)
- WoO 7: Zwei Lieder für Gesang und Klavier (4 janvier-29 avril 1926)
- WoO 8: Bruchstücken für Klavier (1926-1927?)
- WoO 9: Einrichtung, Satz 3, Streichquartett I in H Moll, für Klavier (1928)
- WoO 10: Duett-Variationen über "Ein Männlein steht im Walde" für Gesängen und Klavier (1931)
- WoO 11: Duett für Gesängen und Klavier (3 juin 1931)
- WoO 12: Duett-Bruchstücke für Gesängen und Klavier (1931)
- WoO 13: Herbst, für gemischten Chor a cappella (7 septembre 1932)
- WoO 14: Die Suchenden, für sechsstimmigen Männerchor a cappella (26 décembre 1932)
- WoO 15: Phantasie in C Dur über Themen aus Gounod's "Faust" für Klavier (main gauche) (1936)
- WoO 16: Phantasie in A Dur über Themen aus Strauss' "Fledermaus" für Klavier (main gauche) (1937)
- WoO 17: Fünf Lieder für Sopran mit Begleitung von Streichquartett (1937)
- WoO 18: Vier Lieder für Gesang und Klavier (17–20 mars 1940)
- WoO 19: Four Songs for Voice and Piano (25 décembre 1940)
- WoO 20: Chorale Prelude on the Hymn "For the Beauty of the Earth" for Organ (Date inconnue)
- WoO 21: Fragments for Organ (Date inconnue)
- WoO 22: Quintet in A Minor for Piano and Strings (Mai 1952)
- WoO 23: Sonata for Flute and Piano (8 décembre 1964)
- WoO 24: Chaconne for String Quartet (20 janvier 1967)
- WoO 25: Trio for Flute (alternating with Alto Flute and Piccolo), Violoncello, and Piano (4 mai 1968)